# Pentina
Pentina — линейка малоформатных однообъективных зеркальных фотоаппаратов с центральным затвором и сменными объективами, выпускавшаяся в ГДР предприятием VEB Pentacon Dresden с 1961 до 1965 года. Семейство стало первым и единственным в Восточной Германии с затвором такого типа. Всего выпущено 44 187 экземпляров 7 моделей камеры, предназначавшейся для фотолюбителей.

## Технические особенности
Фотоаппарат оснащался залинзовым центральным затвором Prestor 00 Reflex. Это позволило обеспечить синхронизацию с электронными фотовспышками во всём диапазоне выдержек от 1/500 до целой секунды. Из всех известных к тому моменту вариантов «зеркалки» с центральным затвором использованы решения Вальтера Сварофски (нем. Walter Swarofsky), реализованные им в западногерманском Voigtländer Bessamatic. При этом объективы менялись целиком, а лепестки затвора располагались сразу за их задней линзой. Для предотвращения виньетирования затвором, вся сменная оптика для камер Pentina рассчитывалась специально. Выходной зрачок объективов создавался предельно малым, а линзы вплотную придвигались к лепесткам затвора, что ограничивало выдвижение и исключало макросъёмку. Объективы присоединялись байонетом с накидной гайкой и рабочим отрезком 45,5 мм, разработанным для фотоаппаратов Praktina. Как и большинство «зеркалок» с центральным затвором, ни одна из моделей «Пентины» не получила зеркало постоянного визирования.
Штатный объектив Zeiss Tessar 50/2,8 с прыгающей диафрагмой мог заменяться широкоугольным Meyer Domigon 30/3,5 или двумя длиннофокусными Zeiss Cardinar 85/2,8 и Meyer Domigor 135/4,0. Встроенный селеновый экспонометр первых моделей был сопряжён с кольцами выдержек затвора и диафрагмы объектива, обеспечивая полуавтоматическое управление экспозицией. В мае 1963 года начат выпуск усовершенстванной линейки с автоматическим управлением экспозицией в режиме приоритета выдержки. Самым необычным во всех камерах Pentina был дизайн, разработанный студентом Художественной академии Берлин-Вайсензее Юргеном Петерсом (нем. Jürgen Peters) в качестве дипломного проекта, и скрывающий традиционно видимую над верхним щитком пентапризму. Большинство органов управления были утоплены в корпус, что придавало фотоаппарату модный для тех лет минималистичный стиль. Ещё одной особенностью был ход плёнки, которая перематывалась не слева-направо, как в большинстве малоформатных камер, а справа-налево. В результате, курок взвода располагался слева от окуляра. Спусковая кнопка тоже выполнена под левую руку и установлена на передней стенке рядом с объективом.

## Модельный ряд

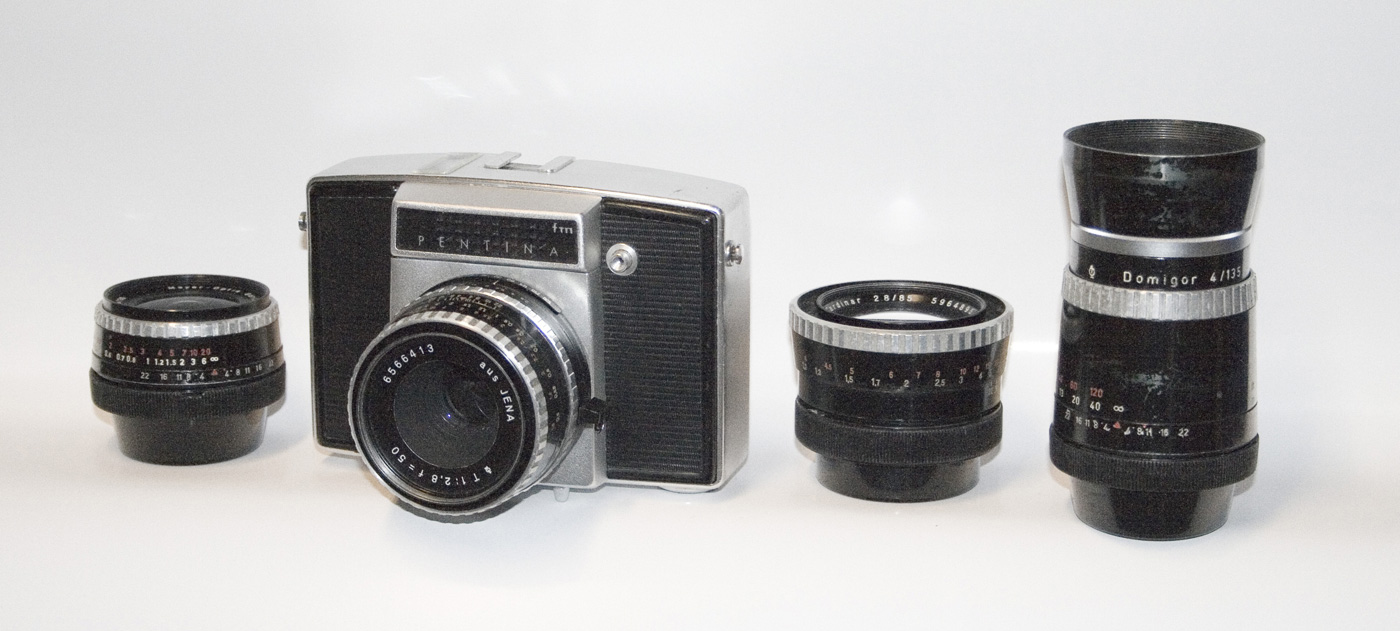
Фотоаппарат Pentina FM со сменными объективами 30, 85 и 135 мм

Все модели фотоаппарата Pentina делятся на два поколения, отличающихся способом управления экспозицией. Первое поколение, выпускавшееся с марта 1961 года, рассчитывалось на полуавтоматическое управление путём ручного выбора выдержки и диафрагмы по нулевому индикатору в окне на верхнем щитке. Выпущено три модели этой группы: Pentina II и IIM, а также упрощённая Pentina I без экспонометра. Второе поколение предусматривало экспоавтоматику типа приоритета выдержки, и представлено четырьмя моделями: базовой Pentina, Pentina M, Pentina FM и Pentina E. Разница между моделями заключалась в наличии фокусировочных клиньев Додена в видоискателе. Последняя модель E была упрощённой версией без экспонометра.